# Нічне небо (телесеріал)
Нічне небо (англ. Night Sky, раніше відомий як Lightyears — укр. Світлові роки) — американський науково-фантастичний драматичний телевізійний серіал, створений Голденом Міллером і Деніелом К. Конноллі для Amazon Studios і Legendary Television. У головних ролях Сісі Спачек і Дж. К. Сіммонс.
Реліз Нічного неба відбувся 20 травня 2022 року на Amazon Prime Video. 5 липня 2022 року телесеріал було закрито після першого сезону.

## Синопсис
Подружня пара Франклін та Ірен Йорки знаходять у своєму дворі портал, який веде на безлюдну планету.

## Акторський склад та персонажі
| Актор                | Роль          | Опис                                            |
| -------------------- | ------------- | ----------------------------------------------- |
| Сісі Спачек          | Ірен Йорк     | вчителька англійської мови та дружина Франкліна |
| Дж. К. Сіммонс       | Франклін Йорк | колишній столяр і чоловік Ірен понад 50 років   |
| Чай Гансен           | Джуд          | загадковий юнак                                 |
| Адам Бартлі          | Байрон        | сусід Йорків                                    |
| Джульєта Зільберберг | Стелла        | мати з Аргентини                                |
| Росіо Ернандес       | Тоні          | сором’язлива дочка Стелли                       |
| Кіа МакКірнан        | Деніз         | аспірантка та онука Йорків                      |
| Бет Лаке             | Чандра        | колишня учениця Ірен                            |
| Стівен Луїс Груш     | Нік           | соціально незграбний одинак                     |
| Касс Багге           | Жанін         | дружина Байрона                                 |

## Виробництво
Нічне небо — американське спільне виробництво Amazon Studios і Legendary Television, створене Голденом Міллером і Деніелом К. Конноллі. Проект отримав серійне замовлення 21 жовтня 2020 року. У березні 2021 року до акторського складу приєдналися Сісі Спачек і Ед О'Нілл. Однак наступного місяця О'Нілл покинув шоу, і його замінив Дж. К. Сіммонс. У травні 2021 року Чай Гансен, Адам Бартлі, Джульєта Зільберберг, Росіо Ернандес і Кіа МакКірнан долучилися до постійного акторського складу. Основні зйомки почалися в червні 2021 року в штаті Іллінойс. Відомі місця зйомок включають місто Вудсток, кіностудію Cinespace в Чикаго, а також села Франкфорт, Воконда та Айленд-Лейк. У серпні 2021 року повідомлялося, що Бет Лаке, Стівен Луїс Груш і Кас Багге зіграють у другорядних ролях. Зйомки планувалося завершити в жовтні 2021 року.

## Прем'єра
Вихід серіалу запланований на 20 травня 2022 року на Amazon Prime Video.